# Соболь, Александр Иванович
Александр Иванович Соболь (укр. Олександр Іванович Соболь; род. 19 января 1968, Ильичёвск, Одесская область) — советский и украинский футболист, защитник.

## Игровая карьера
В высшей лиге чемпионата Украины дебютировал 5 апреля 1992 года в составе запорожского «Торпедо» в игре против «Темпа». Всего в команде автозаводцев сыграл 23 матча. В 1994 году перешёл в кировоградскую команду «Звезда-НИБАС». С этим коллективом за два сезона прошёл путь из второй лиги в высшую, где вместе с кировоградцами провёл следующие пять лет. В 2000 году, когда «Звезда» понизилась в классе, перешёл в соседнюю «Полиграфтехнику». В Александрии в первом же сезоне вновь смог завоевать место в высшем дивизионе. «Полиграфтехника» стала третьей командой Соболя в высшей лиге. В общей сложности в высшем дивизионе игрок провёл 166 матчей.
Завершил игровую карьеру в 2002 году в перволиговом «Николаеве».

## Семья
Сын Эдуард — футболист.